# فار ويست (ميزوري)
فار ويست ، كانت مستوطنة قديمة للمورمون في مقاطعة كالدويل. واليوم هي موقع تاريخي.

## وصلات خارجية
- https://web.archive.org/web/20070627162626/http://www.farwesthistorical.org/
- خطة أقصى الغرب